# Schronisko Kieżmarskie

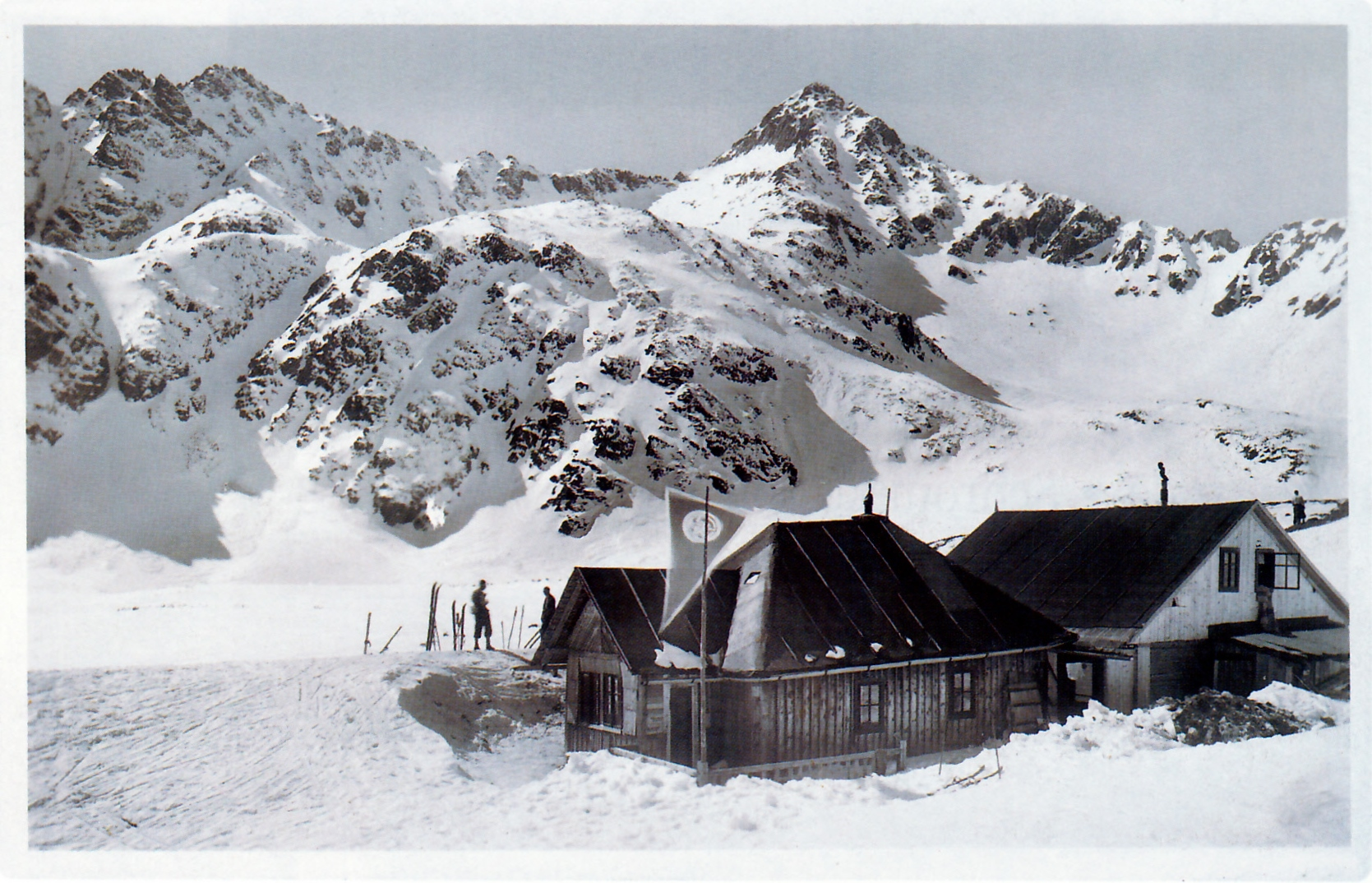
Votrubova chata

Schronisko Kieżmarskie, w części literatury tatrzańskiej Schronisko Kiezmarskie (słow. Kežmarská chata) – nieistniejące schronisko stojące dawniej w Dolinie Białych Stawów w słowackich Tatrach Wysokich.

## Historia

### Poprzednie schroniska
Pierwszym schroniskiem, które stanęło w okolicy Białego Stawu, było postawione w 1876 roku Egyed-menház (Schronisko Idziego). Nazwa miała upamiętnić ówczesnego prezesa Magyarországi Kárpátegyesület – Egyeda Berzeviczyego. Jednak to postawione przez MKE prymitywne schronisko już po czterech latach zostało przeniesione z Pastwy nad Zielony Staw.
Wiele lat później, bo dopiero w roku 1922, nad Białym Stawem stanęła Votrubova chata, czyli Schronisko Votruby (Votrubovka, zwana też Jánošíkovą chatą). Schronisko to zostało zbudowane na wysokości ok. 1675 m n.p.m. z inicjatywy członków KČST – gen. Jána Votruby i mjr. Václava Dusila przez wojsko czechosłowackie. Wkrótce jednak budynek został przekazany KČST. Otwarcie budynku dla turystów nastąpiło 1 lipca 1924. Chata, początkowo dwuizbowa, została rozbudowana w 1932. Była czynna w lecie, a okresowo także w zimie. Została rozebrana wraz z budową Schroniska Kieżmarskiego w 1942 roku.

### Schronisko Kieżmarskie
Kieżmarski oddział KČST, począwszy od 1936 roku, planował budowę w Dolinie Białych Stawów nowoczesnego schroniska, które miało zastąpić schronisko Votruby. Na ten cel walne zgromadzenie członków Klubu w 1937 roku przeznaczyło 50 000 koron. 6 czerwca przedstawiciele organizacji przybyli nad Biały Staw, by zadecydować o przyszłej lokalizacji schroniska – zdecydowano się na północno-wschodni brzeg jeziora, około 250 metrów od starego schroniska. Budowę początkowo nadzorowała centrala Klubu w Bratysławie, później zaś (od 1 grudnia 1937) jego kieżmarski oddział. Według pierwotnych planów prace konstrukcyjne miały być ukończone w 1938 roku. Patronem budynku miał być Edvard Beneš, prezydent kraju, a data otwarcia miała zbiec się z dziesiątą rocznicą utworzenia Czechosłowacji.
Skutkiem rozbioru Czechosłowacji w latach 1938–1939 była likwidacja Klubu Czechosłowackich Turystów oraz utworzenie Klubu Słowackich Turystów i Narciarzy (KSTL), który przejął całe mienie poprzednika. Budowę schroniska w Dolinie Białych Stawów włączono do zadań kieżmarskiego oddziału KSTL. Dopiero w styczniu 1941 roku zaaprobowano projekt autorstwa Pavla Viktora Dzsubányiego i Gustáva Maurera, a 5 września 1941 roku KSTL uzyskał pozwolenie na budowę obiektu. Dużą, dwupiętrową chatę stojącą na wysokości 1615 m n.p.m. oddano do użytku 4 października 1942. Na parterze mieściła się restauracja, kuchnia, spiżarnia, izba chatara, a na piętrze 8 pokoi sypialnych ze wspólną łazienką. Na poddaszy mieściły się dwie sale noclegowe, również ze wspólną łazienką. Łącznie w schronisku jednocześnie nocować mogło 70 osób. Budynek miał powierzchnię 283,8 m², zaś ostateczny koszt budowy wyniósł 46 000 koron. Schronisko, w odróżnieniu od Votrubovej chary, otwarte było przez cały rok.
Po zakończeniu II wojny światowej KSTL został rozwiązany, a 1 października 1951 schronisko przeszło pod zarząd JTO Sokol. Organizacja ta zamknęła budynek dla turystów, przekształcając je w obiekt szkoleniowy, wykorzystywany w znacznej mierze przez zorganizowane grupy narciarzy. W latach 60. schronisko zmodernizowano, zwiększając jednocześnie liczbę miejsc noclegowych do 120.
Budynek spłonął doszczętnie 7 października 1974. Oficjalną przyczyną była awaria agregatu prądotwórczego.
Od 2003 roku władze Kieżmarku podejmują starania o odbudowę schroniska, które jednak spotykają się z odmową dyrekcji TANAP-u.

#### Właściciele
- 1942–1949 Klub Słowackich Turystów i Narciarzy (Klub slovenských turistov a lyžiarov),
- 1949–1951 Zjednoczona Organizacja Wychowania Fizycznego „Sokol” (Jednotná telovýchovná organizácia „Sokol“),
- 1951–1974 Słowacka Organizacja Wychowania Fizycznego (Slovenská telovýchovná organizácia).

#### Chatarzy
- 1942–1945 Alojz Krupitzer,
- 1945 Ondrej Nemec i Ján Gnebus,
- 1946 Flesner z Kieżmarku,
- 1946–1951 Ján Kovalčík,
- 1951 Július Parák,
- 1951–1957 Arno Puškáš,
- 1957–1966 Štefan Kovalčík,
- 1966 Rudolf Horevaj,
- 1966–1969 Štefan Šepela,
- 1969–1974 Rudolf Horevaj.

## Szlaki turystyczne
Od miejsca, w którym znajdowała się chata, odchodzą następujące szlaki:
  – końcowy odcinek znakowanej czerwono Magistrali Tatrzańskiej, prowadzący ze schroniska nad Zielonym Stawem (Chata pri Zelenom plese) nad Wielki Biały Staw. Czas przejścia: 35 min w obie strony
  – niebieski szlak z Matlar przez Rzeżuchową Polanę do Doliny Białego Stawu nad Wielki Biały Staw i stamtąd przez Wyżnią Przełęcz pod Kopą na Przełęcz pod Kopą.
- Czas przejścia z Matlar nad Wielki Biały Staw: 3:30 h, ↓ 2:45 h
- Czas przejścia znad stawu na Przełęcz pod Kopą: 45 min, ↓ 35 min

  – zielony szlak z Tatrzańskiej Kotliny i Schroniska pod Szarotką w Dolinie Siedmiu Źródeł (dolina Siedmich Prameňov) do Doliny Kieżmarskiej, dalej jej dnem nad Wielki Biały Staw. Czas przejścia z Tatrzańskiej Kotliny: 3:10 h, ↓ 2:20 h.